# Ácido indol-3-butírico
El ácido indol-3-butírico, también llamado ácido indolbutírico o ácido 1H-indol-3-butanoico (AIB), es un compuesto natural, sólido cristalino en condiciones estándar de presión y temperatura (25 °C y 1 atm), de color blanco a amarillo claro, de fórmula molecular C12H13NO2. A presión atmosférica se funde a 125 °C, y se descompone antes de la ebullición. Se lo considera un regulador del crecimiento vegetal de la familia de las auxinas, y forma parte de muchos productos comerciales utilizados para facilitar el enraizamiento de estacas de especies hortícolas y frutales.

## Preparación y conservación
Dado que el ácido indolbutírico no es soluble en agua, se disuelve típicamente en etanol 75 % (o más puro) para su uso en el enraizamiento de las plantas, en una solución de entre 10 000 a 50 000 ppm. Esa solución en alcohol etílico se diluye luego con agua destilada hasta alcanzar la concentración deseada. El ácido indolbutírico también está disponible como sal, en cuyo caso es soluble en agua. La solución deberá conservarse en un lugar frío (se recomienda almacenarse a menos de 0 °C) y oscuro para obtener mejores resultados. El producto en estado sólido debe conservarse a temperaturas de entre 0 y 5 °C.

## Carácter hormonal
Inicialmente se conoció al ácido indolbutírico como un producto de síntesis solamente. Más tarde, se informó su aislamiento a partir de hojas y de semillas de maíz, y de otras especies. En maíz el ácido indolbutírico se sintetiza in vivo, siendo el ácido indolacético uno de sus precursores. Este producto químico también puede ser extraído de diferentes especies del género Salix (sauces).

## Uso en cultivo de tejidos vegetales y en propagación por estacas

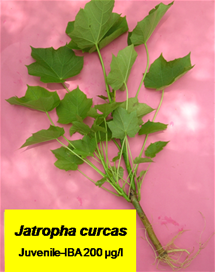
El piñón de tempate o jatrofa (Jatropha curcas) es una especie en que se registra una mejora en la calidad del enraizamiento de estacas con adición de ácido indolbutírico.

En cultivo de tejidos vegetales in vitro, el ácido indolbutírico y otras auxinas se utilizan para iniciar la formación de raíces en un procedimiento llamado micropropagación. La micropropagación de las plantas es una técnica de multiplicación o propagación asexual que se basa en la potencialidad órganogenética de las células vegetales, que consiste en cultivar in vitro sobre sustratos apropiados, células aisladas, porciones de meristemas de yema, ápices vegetativos al comienzo de su desarrollo o microestaquillas. Las muestras pequeñas de plantas utilizadas se llaman explantos. Auxinas como el ácido indolbutírico se pueden utilizar para causar la formación de masas de células indiferenciadas llamadas callos. La formación de los callos se utiliza a menudo como un primer paso en el proceso de micropropagación dado que, mediante la exposición a ciertas hormonas con carácter de auxinas, las células del callo pueden ser inducidas para formar otros tejidos tales como raíces.
El ácido indolbutírico es usado con frecuencia para propiciar el enraizamiento de estacas. En un estudio en Camellia sinensis, se midió el efecto de tres diferentes auxinas, ácido indolbutírico, ácido indolacético y ácido 1-naftalenacético en la formación de raíces. Según los autores, el ácido indolbutírico produjo un mayor rendimiento de raíces en comparación con las otras auxinas. Este efecto del ácido indolbutírico concuerda con el encontrado en otros estudios; esta hormona se considera la auxina más comúnmente utilizada para la formación de raíces, porque es mucho más potente que el ácido indolacético y que otras auxinas de síntesis.
Jatropha curcas es una especie en que se registra una mejora en la calidad del enraizamiento de las estacas con adición de ácido indolbutírico en el medio (mayor longitud de las raíces, número de raíces, porcentaje de estacas enraizadas, y peso seco de las raíces), aunque no siempre el efecto sobre el enraizamiento resulta estadísticamente significativo.

## Mecanismo de acción
El modo exacto de acción del ácido indolbutírico es poco conocido. Cierta evidencia genética sugiere que esta hormona vegetal podría convertirse en ácido indolacético a través de un proceso similar a la beta oxidación de los ácidos grasos. De ser así, la conversión del ácido indolbutírico en ácido indolacético significaría que el primero podría funcionar como un sumidero de almacenamiento para el segundo en las plantas. Otros trabajos sugieren que el ácido indolbutírico no se convierte en ácido indolacético, sino que actúa por sí mismo como una auxina.
Los estudios acerca del transporte de las auxinas en el interior de las plantas mostraron que el ácido indolacético es traslocado más rápidamente que el ácido indolbutírico. Las velocidades de transporte observadas fueron de 7,5 mm/h para el ácido indolacético, y solo 3,2 mm/h para el ácido indolbutírico. Al igual que el ácido indolacético, el ácido indolbutírico se transporta predominantemente en dirección basípeta (hacia la base, es decir, un transporte polar). Luego de la aplicación del compuesto marcado 3H-IBA a las estacas de varias especies, la mayor parte del producto marcado permanece en la base de las estacas. Los cultivares que tienen mayor facilidad para el enraizamiento absorben mayor cantidad de auxinas y transportan mayor cantidad de las mismas a las hojas.

## Comercialización
Como producto para uso comercial, el ácido indolbutírico no forma parte de las listas de productos habilitados por la Unión Europea, pero está registrado en EE. UU. y en otros países.